# Luftguitar (DM)
 For alternative betydninger, se Luftguitar (flertydig). (Se også artikler, som begynder med Luftguitar)
Luftguitar (DM) også kaldet Danmarksmesterskaberne i Luftguitar er en årlig konkurrence, hvor Danmarks bedste luftguitarist kåres og sendes videre til verdensmesterskaberne i luftguitar. Der har igennem tidernes løb været afviklet flere konkurrencer kaldet DM i Luftguitar, men først i år 2010 blev et officielt danmarksmesterskab afholdt.
Idéen til af afholde et officielt dansk mesterskab i luftguitar blev udtænkt af Jonas Brunsnæs tilbage i 2008, men pga. manglende kapital måtte planerne sættes på standby indtil 2010. Her lykkedes det ham at stable det første officielle mesterskab på benene i samarbejde med eventbureauet, Idéfabrikken, og lydfirmaet, ShowEvent.

## 2010
Den første vinder af DM i Luftguitar blev Søren Gregersen fra Vejle, som gik under kunstnernavnet "Big Gee". Han var dermed også den første dansker til nogensinde at repræsentere Danmark ved verdensmesterskaber, som blev afholdt i Finland, sommeren 2010.

## 2011
DM i Luftguitar bliver i 2011 afholdt d. 4. juni i Bygningen, Vejle.